# Semnoni

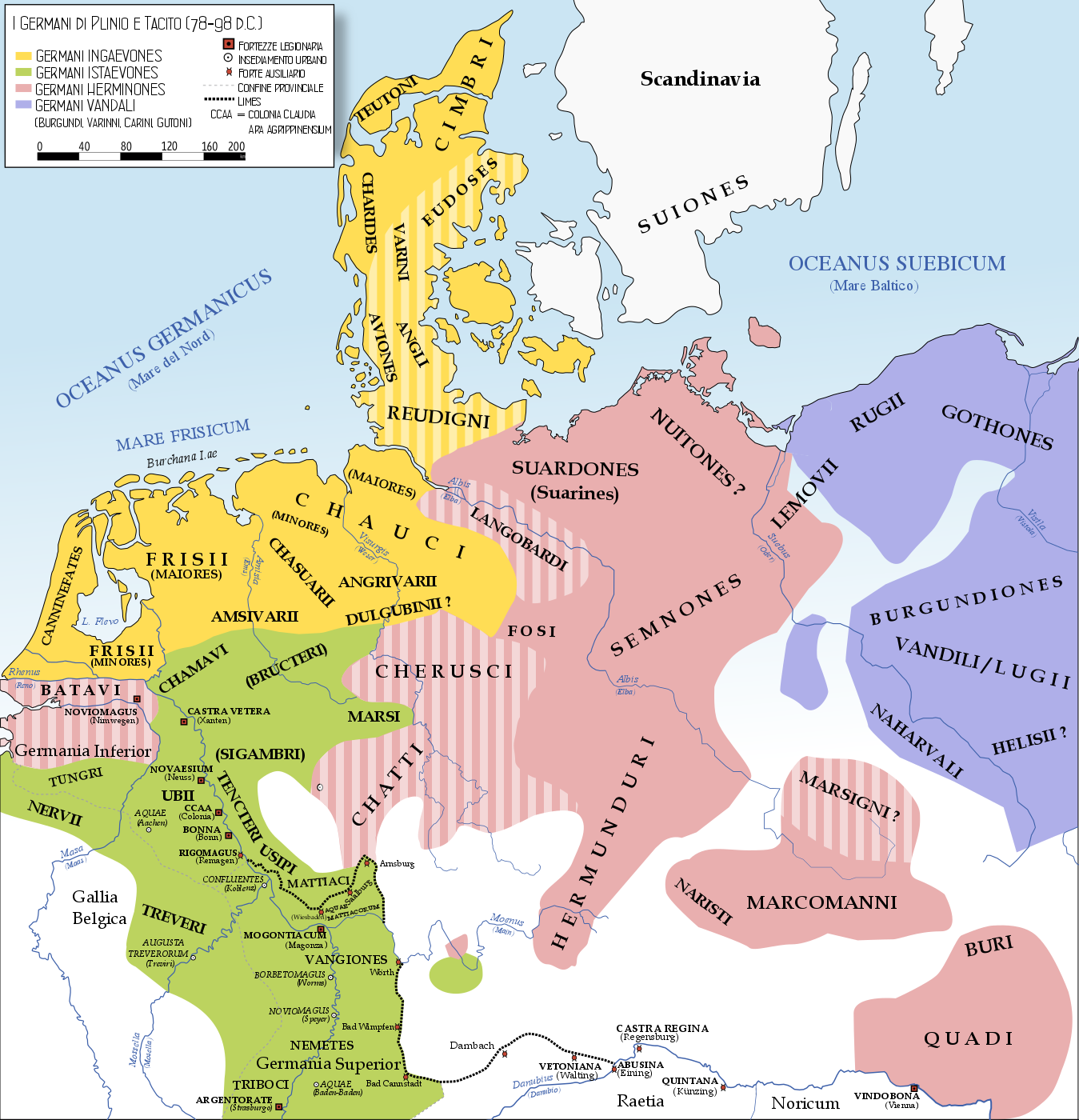
Germánské kmeny na konci 1. století n. l. (podle Plinia a Tacita)

Semnoni (též Samnoni, Zemané; starořecky Σέμνωνες, latinsky Semnones) byli starobylým velice početným germánským kmenem náležícím ke skupině Herminonů (často označovaným obecně jako Svébové), k nimž patřili spolu s Markomany, Kvády, Hermundury a Langobardy. Přinejmenším do 3. století žili podél toku středního Labe v dnešním Braniborsku. Na západě sousedili s Cherusky, na severu s Langobardy, na východě s Vandaly a na jihu s Hermundury. Byli považováni možná za nejvýznamnější ze Svébských kmenů; podle Tacita sami sebe označovali za „nejušlechtilejší a nejstarší“ z nich (vetustissimos nobilissimosque Sueborum).
Kolem roku 6 př. n. l. se Semnoni připojili k Markomanům pod vedením Marobuda. V roce 5 n. l. jsou již zmiňováni jako obyvatelé Braniborské marky.
V 1. století se připomíná semnonský král (řecky Σεμνόνων βασιλεύς) Masyas (Μάσυος, Masław). Cassius Dio píše, že Masyas společně se svou věštkyní Gannou (Γάννα) navštívil kolem roku 90 římského císaře Domitiana, který je s poctami přijal.
Ve 3. století se Semnoni přesunuli na jih do Saska a Lužice a postupně splývali s Alamany. V 5. století odešla většina Semnonů do Francie a Hispánie a založila Svébskou říši. V 6. století, za Martina z Bragy, Semnoni opustili ariánství a v Galicii založili benediktinský klášter Samos (Mosteiro de San Xulián de Samos), původně Samanos.
Od 6. století na místa po Semnonech přicházeli Lužičtí Srbové (ti např. osídlili okolí Jeny) a další Slované. V 7. století žily v Braniborsku již jen poslední zbytky tohoto kmenu.
Zhruba do 1. sv. války bylo zpochybňováno zařazení Semnonů ke germánským kmenům; zejména neněmečtí autoři (Kazimír Szulc, Pavel Papáček aj.) je považovali za kmen slovanský. Historici se poté nicméně přiklonili k názoru Lubora Niederleho, který teorii slovanské autochtonistické školy rozporoval.

## Lokalizace a etymologie
Ptolemaiova mapa Germánie uvádí jako sídlo Semmonů les zvaný Semanus Silva; pravděpodobně jde o Durynský les (někteří uvažují i Krušné hory). Jejich působiště bylo rovněž spojováno s dnešním dolnolužickým městem Sonnewalde, nebo s lesnatou oblastí mezi Saalfeldem a Saalburgem. Hradiště Herthaburg na Rujáně, nedaleko Stralsundu (latinsky Sunnonia), mělo být místem, kde Semnoni uctívali bohyni Herthu (Nerthu), „Matku země“. Etymologicky blízké je baltické sāmanos (močál, mech); odtud i samānius (neupravený, zarostlý člověk; srov. Seemann, šaman). Název kmene Semnonů byl odvozován i z německého saemanon/sammeln (sjednotit se), také od semen stromů v posvátném lese, od Sabinů nebo od samotných Svébů, dále od boha Sancuse (Semo Sancus) ze starořímského náboženství, a konečně i od řeky Sály.